# Qasr al-Hayrach-Gharbi

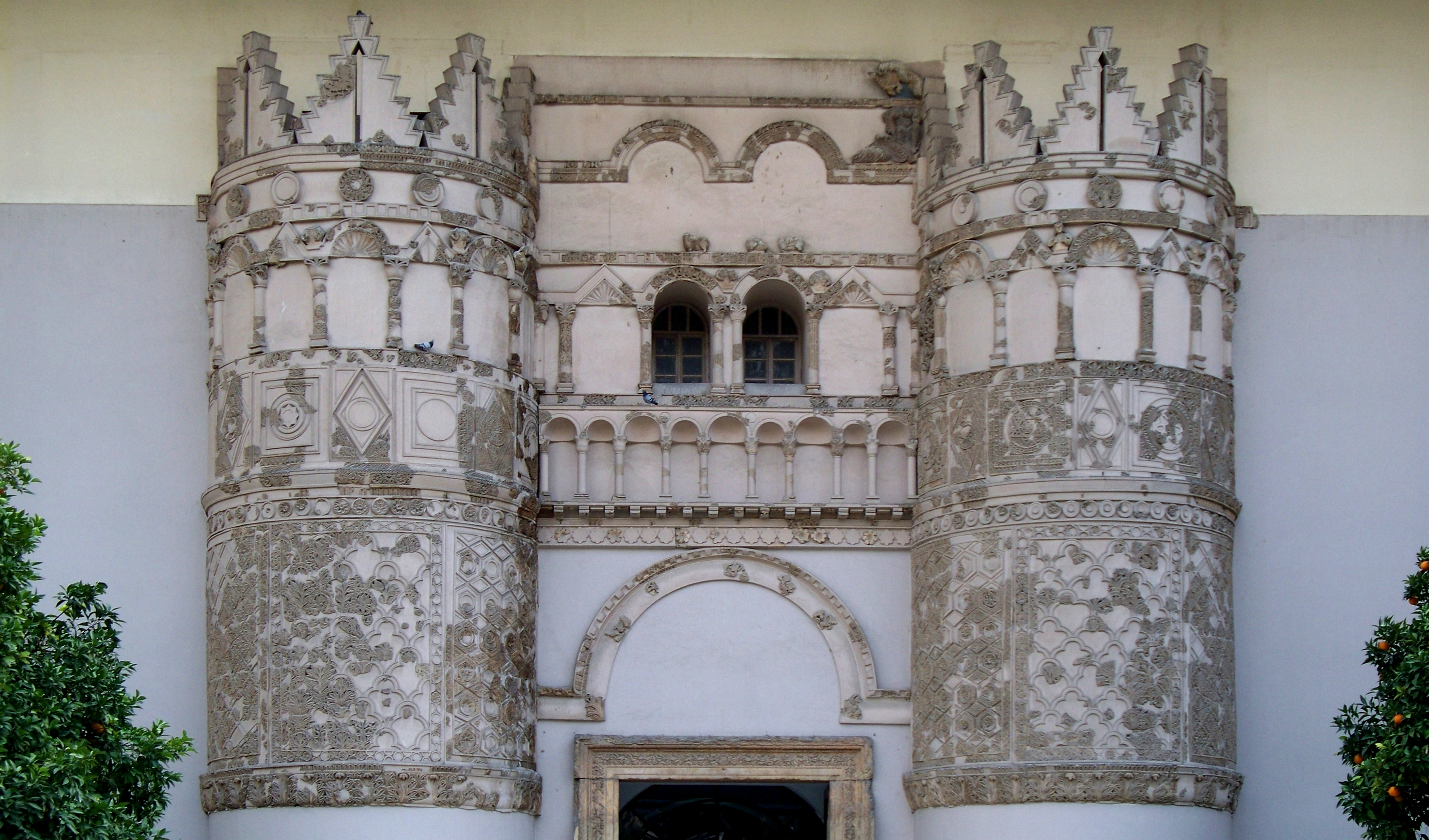
Del av entréportalen.

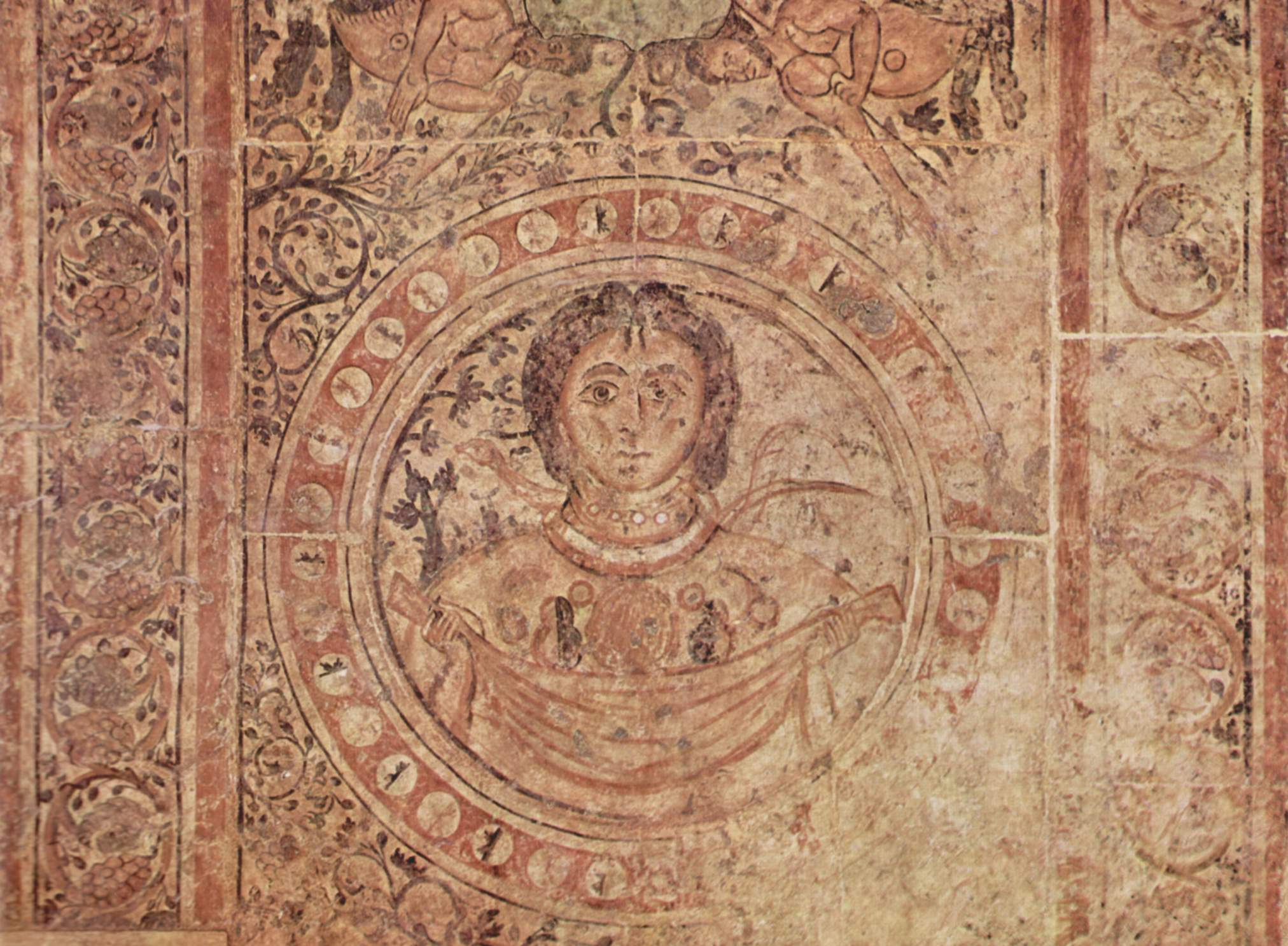
Del av en golvdekoration.

Qasr al-Hayrach-Gharbi (även Qasr al-Heir al-Gharbi Qasr al-Hayr al-Gharbi och Qasr al-Chair al-Gharbi, arabiska قصر الحير الغربي) är ett ökenslott i mellersta Syrien. Det är ett av de kvarvarande ökenslotten, tillsammans med Qasr al-Hayrach-Charqi i Syrien. Qasr betyder palats eller borg och Gharbi betyder västra.

## Byggnaden
Ökenslottet ligger i muhafazah Homs cirka 80 km sydväst om staden Palmyra och cirka 40 km nordöst om Al-Qaryatayn. Slottet ligger i den Syriska öknen. Byggnadskomplexet är till största del i ruiner.
Komplexet är huvudsakligen uppfört i tegelsten med en omgivande mur om cirka 1000 meter x 440 meter med 4 hörntorn. Huvudbyggnaden mäter cirka 70 meter x 70 meter. Entréportalen ligger på den östra fasaden och har 2 rundade sidotorn. Entrén leder via en portik mot den centrala borggården. Huvudbyggnaden är utsmyckad med detaljerade stuckaturer, golvfresker och väggmålningar i sasanidisk stil. Utsmyckningarna är ett betydande exempel på tidig islamisk konst då de visar bilder och personer i övergångsperioden från bysantinsk kultur till islamisk kultur.
Byggstilen utgör en blandning av persisk, bysantinsk och islamisk arkitektur.
I omgivningen finns lämningar efter ett vattenmagasin (med försörjning från Harbaqa Dammen), ett badhus (så kallat hamam) och en karavanstation (så kallat khan). Khanen) är uppförd i tegelsten och mäter cirka 55 kvadratmeter.

## Historia
Qasr al-Hayrach-Gharbi uppfördes under Umayyadernas kalifat under kalifen Hisham ibn Abd al-Malik kring år 727. Bygget uppfördes på en tidigare bysantinsk byggnad.
Borgen användes från början som jaktstuga, karavanseraj och som försvarsanläggning mot ökenstammar. Senare nyttjades borgen av Ayyubiderna och Mamluker. Byggnaden övergavs under den mongoliska invasionen under 1300-talet.
Under 1940-talet flyttades entréportalen till Damaskus, där den rekonstruerades och utgör entrén till Nationalmuseet i Damaskus.